# Музей Августа Кестнера
Музей А́вгуста Ке́стнера (нем. Museum August Kestner) — музей истории культуры в Ганновере. Расположен в центре города на площади Трамплац рядом с Новой ратушей в реконструированном историческом неоренессансном здании с современным фасадом.
Музей был основан в 1889 году и назван в честь уроженца города, немецкого юриста, дипломата и коллекционера искусства Августа Кестнера. В своём завещании Август Кестнер уполномочил своего наследника передать в дар городу Ганноверу свою художественную коллекцию с условием сохранения её целостности. Эта коллекция легла в основу художественных фондов музея. В пополнившейся с течением времени музейной коллекции выделяются древнеегипетский, античный отделы, а также экспозиция декоративно-прикладного искусства и дизайна. Директором музея длительное время был известный археолог Карл Шухардт.